# 函館市役所

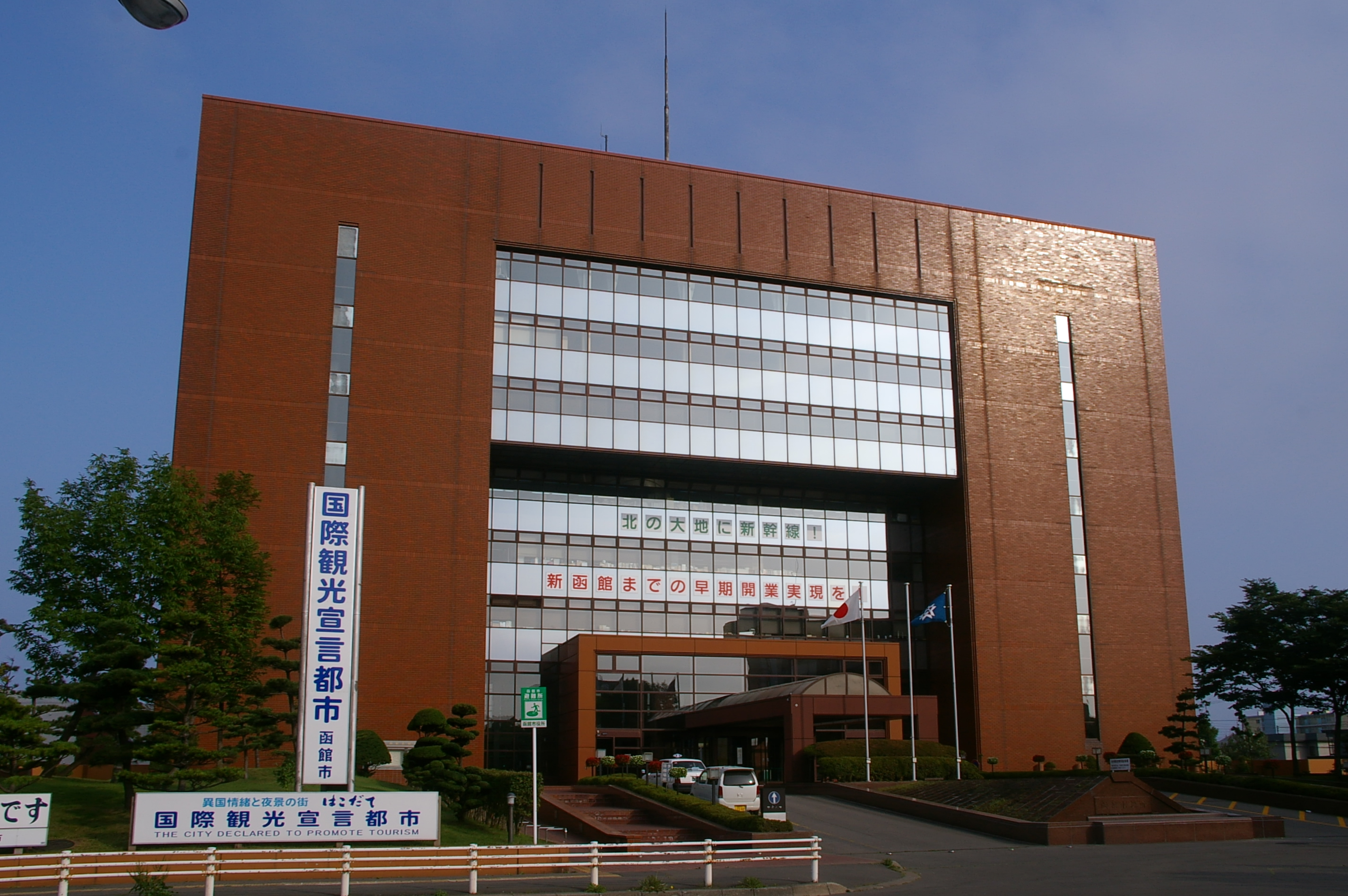
函館市役所

函館市役所（はこだてしやくしょ）は、日本の地方公共団体である函館市の組織が入居する施設（役所）である。

## 概要

### 本庁舎

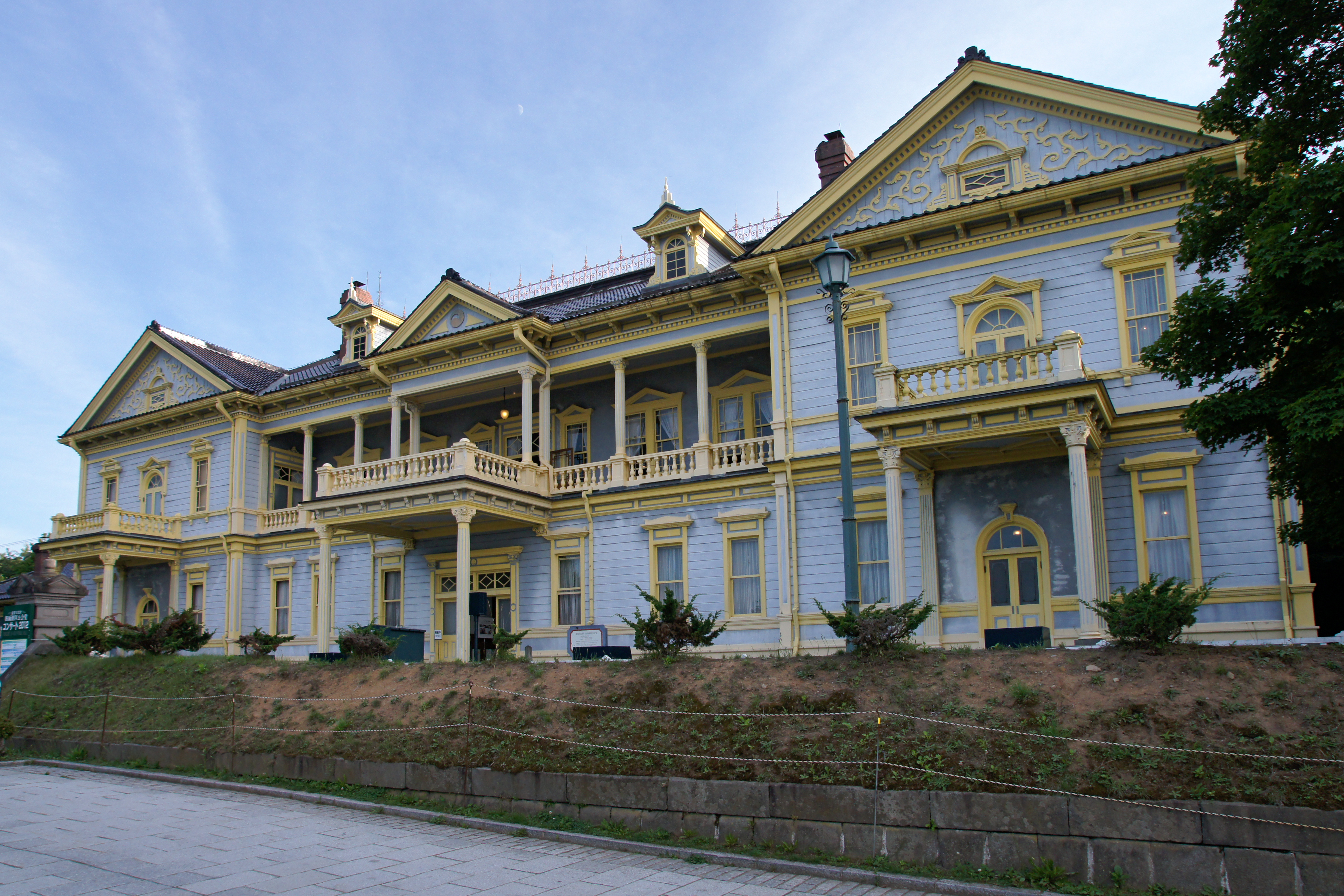
昭和9年函館大火による焼失直後に一時的に転用された旧函館区公会堂

前身は1869年（明治2年）9月に元町に開設された開拓使出張所である。1872年（明治5年）9月には開拓使函館支庁に改称、1879年（明治12年）7月から函館区（官治制）になる。翌年1880年（明治13年）に開拓使函館支庁内に区役所を置いた。1884年（明治17年）12月には船見町49番地へ、1888年（明治21年）2月に元町の長官出張所に同居し、1903年（明治36年）1月6日、豊川町29番地および33番地に函館区役所庁舎が建設し移転した。この建物が初代本庁舎である。函館区が独立庁舎の実現に向け建設をすすめていたもので、相馬哲平から豊川町29番地および33番地の404坪余の土地と現金3,011円余が寄付され、57,000余円の費用をかけ1902年（明治35年）12月完成、同月21日開庁式が執り行われた。しかし1934年（昭和9年）に昭和9年函館大火により焼失した。焼失後は複数の仮庁舎を設けてしのいだ。
- 旧函館区公会堂 - 一時的に転用し、4月1日市民館に移転[9]。
- 第1仮庁舎 - 大火被災した市民館(豊川町<旧・西川町>)を修復し一棟増築し転用した[10]。
- 第1仮庁舎分館 - 公設小売市場（西川町）を転用。
- 第2仮庁舎 - 旧・函館市復興事務局（東雲町）を転用。
- 第3仮庁舎 - 宝町に新築。

2代目は第2仮庁舎を増築。1945年（昭和20年）3月27日竣工し、同年4月より使用した。建物の西側が第2仮庁舎だった。太平洋戦争中の資材不足の中建設された。1975年（昭和50年）当時移転や新庁舎建設の声があった。実際、戦後直後に現・千代台公園付近を市の中心部とし、本庁舎を建設することが構想されていた。1973年（昭和48年）、亀田市と合併して市域は広域化したものの、その2年後の1975年（昭和50年）12月の議会にて移転せず、現在地に建設するとの表明があった。当時、将来の広域な都市空間展望は議論されなかった。
3代目の現建物は1983年（昭和57年）竣工のSRC一部S造、地下1地上8階塔屋3階、延べ2万7982m²であるが旧耐震基準で設計されている。2004年度（平成16年度）に経済産業省の外郭団体新エネルギー産業技術総合開発機構（NEDO）の補助を得て老朽化した設備の設備改修を行った。2015年度（平成27年度）に調査を行ったところ耐震面での問題が見つかったため、2017年度（平成29年度）に振動軽減装置を設ける耐震改修を実施している。しかし、振動軽減装置のオイルダンパー製造者の検査データ改ざんが発覚し、2020年度（令和2年度）に対象の39本を交換することにした。
2012年（平成23年）に北海道が発表した千島海溝でのL2地震津波による浸水想定によれば、本庁舎のある地区に4mから6m程度の浸水が考えられるとされた。一方、函館市史通説編1と4によれば、過去に津波被害をもたらした地震は1856年の安政三陸沖地震、1960年のチリ地震、1968年（昭和43年）の十勝沖地震であった（注：東日本大震災は刊行後の出来事）。よって函館市自体は津波被害の多い街ではないとされる。

### 庁舎内の部署
2023年8月9日現在、本庁舎内の部署は下表の通りである。
| 階  | 概 要 |
| --- | --- |
| 8F  | 総務部(情報システム課)，保健福祉部（指導監査課），選挙管理委員会事務局，市議会傍聴受付 |
| 7F  | 議会事務局（庶務課／議事調査課），議場 |
| 6F  | 市長室，企画部（企画管理課／広報広聴課／国際・地域交流課／計画調整課／政策推進課），総務部(総務課／総務課統計担当／災害対策課／秘書課／文書法制課／情報公開コーナー／行政改革課／人事課／職員厚生課)                                                                                           |
| 5F  | 財務部(管理課／財政課／調度課／入札室)，教育委員会事務局生涯学習部（管理課／生涯学習文化課／文化財課／スポーツ振興課／施設課），学校教育部（教育政策課／学校再編・地域連携課），監査事務局（監査課）                                                                                           |
| 4F  | 市民部(市民・男女共同参画課／交通安全課)，土木部（管理課／用地管理課／道路建設課／道路管理課／公園河川整備課／公園河川管理課），農林水産部（企画調整課／水産課／農務課／農林整備課），農業委員会事務局，港湾空港部（管理課／港湾課／港湾空港振興課）                                           |
| 3F  | 保健福祉部(管理課／地域福祉課)，子ども未来部(子ども企画課)，経済部（経済企画課／商業振興課／食産業振興課／雇用労政課／工業振興課／企業立地担当），観光部（観光企画課／観光振興課／観光誘致課／国際観光課），都市建設部（まちづくり景観課／都市計画課／都市整備課／建築課／住宅課／建築行政課） |
| 2F  | 財務部(税務室)，保健福祉部(介護保健課／高齢福祉課／地域包括ケア推進課／生活支援総務課／生活支援課／福祉拠点整備担当)，子ども未来部(子育て支援課) |
| 1F  | 市民部（くらし安心課／国保年金課／戸籍住民課），保健福祉部(障がい保健福祉課)，子ども未来部（子どもサービス課），会計部（会計課），総合案内 |
| B1F | 売店，食堂・喫茶，夜間・休日受付 |

### 変遷
- 1922年（大正11年） - 市制施行。豊川町にあった函館区役所庁舎を本庁舎とする（初代）
- 1934年（昭和9年） - 函館大火により焼失。直ちに旧函館区公会堂に仮庁舎を設けた後、豊川町（旧・西川町）の市民館に仮庁舎のまま移転[6][7]。
- 1945年（昭和20年） - 現在地に移転（2代）
- 1983年（昭和58年） - 現庁舎完成（3代）

### 住所
- 〒040-8666
- 住所：北海道函館市東雲町4番13号

### アクセス
- 函館市電「市役所前」から徒歩6分。
- 函館バス「市役所前」
- 函館タクシー（函館帝産バス）「開港通り入口」

### かつてあった分庁舎
- 末広分庁舎 - 旧・丸井今井函館店、現・函館市地域交流まちづくりセンター

## 支所
- 湯川支所 - 函館市湯川町2-40-13

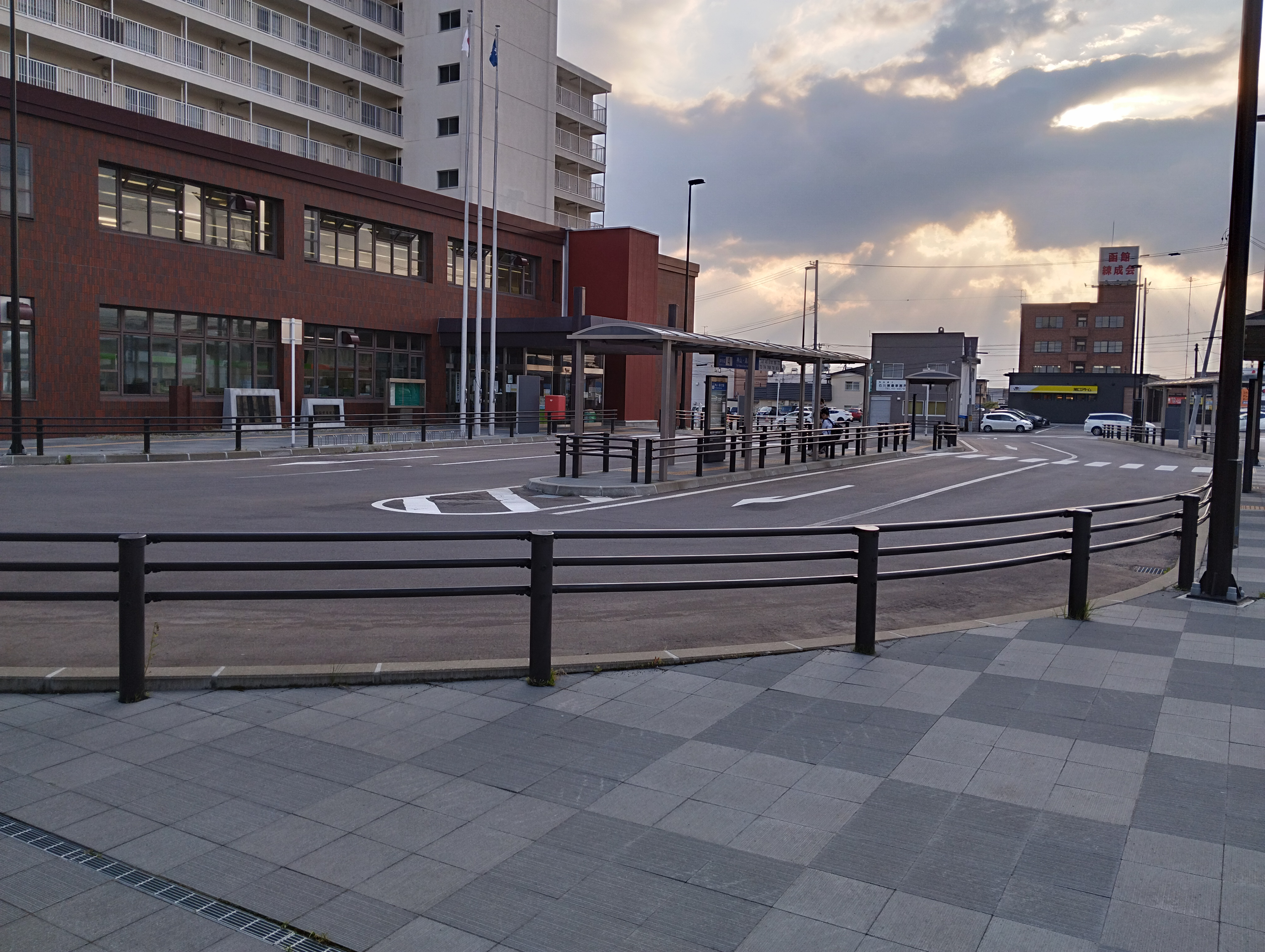
亀田支所庁舎（レンガ色の建物）

  - 1939年（昭和14年）、亀田郡湯川町の編入合併により湯川町役場から函館市役所湯川出張所に組織改編。翌1940年（昭和15年）庁舎改築。初代所長は湯川町長だった辻松新左衛門がそのまま就任[20]。1983年年度（昭和58年度）庁舎改築[21]
- 銭亀沢支所 - 函館市銭亀町124
  - 1966年（昭和41年）12月、亀田郡銭亀沢村の編入合併により銭亀沢村役場から改組。1968年（昭和43年）1月庁舎改築[22]。
- 亀田支所 - 函館市美原1-26-8
  - 1973年（昭和48年）12月1日、亀田市の編入合併により亀田市役所から改組[23]。1978年度（昭和53年度）庁舎改築[24]。
  - 2021年（令和3年）4月1日に庁舎前をバスターミナル「美原地区路線バス乗降場、停留所名は亀田支所前」に改装[25]。
- 戸井支所 - 函館市館町3-1
  - 2004年（平成16年）12月1日、亀田郡戸井町の編入合併により戸井町役場から改組[26]。庁舎は1969年度（昭和44年度）築[27]。
- 恵山支所 - 函館市日ノ浜町127
  - 2004年（平成16年）12月1日、亀田郡恵山町の編入合併により恵山町役場から改組[26]。庁舎は1964年度（昭和39年度）築[28]。
- 椴法華支所 - 函館市新浜町156-1
  - 2004年（平成16年）12月1日、亀田郡椴法華村の編入合併により椴法華村役場から改組[26]。庁舎は1980年度（昭和55年度）築[29]。
- 南茅部支所 - 函館市川汲町1520
  - 2004年（平成16年）12月1日、茅部郡南茅部町の編入合併により南茅部町役場から改組[26]。庁舎は1974年度（昭和49年度）築[30]。